# Titanic Business
El Titanic Business Hotel Istanbul es un hotel 5 estrellas que se encuentra en Estambul, Kartal, Provincia de Estambul, Turquía. Pertenece a la cadena hotelera Titanic. Se abrió en el 2005.
Tiene 192 habitaciones disponibles. También cuenta con 23 salas de reuniones y un salón de baile con una capacidad de 1.100 personas. En total, tiene 12 pisos.
El hotel está ubicado cerca del Aeropuerto Internacional Sabiha Gökçen, como también del casco histórico de la ciudad y del puerto.